# Павел Караасанов
Павел (Павле) Гаврилов Караасанов (Караасановски, Караасаноски, Карахасан) е български революционер, деец на Вътрешната македоно-одринска революционна организация.

## Биография
Караасанов е роден през 1869 година в Лазарополе, тогава в Османската империя и по професия е зидар. През 1899 година влиза във ВМОРО. Става четник при Янаки Янев. През Илинденско-Преображенското въстание през лятото на 1903 година е войвода в Река. След потушаването на въстанието заминава за България, но още през пролетта на 1904 година се завръща като войвода на Галичко-реканската районна чета. През 1905 година се сражава край село Селце.
Убит е на 16 май 1904 година от свой другар.